# Mezinárodní letiště Čchang-ša Chuang-chua
Mezinárodní letiště Čchang-ša Chuang-chua (čínsky v českém přepisu Čchang-ša Chuang-chua kuo-ťi ťi-čchang, pchin-jinem Chángshā Huánghuā Guójì Jīchǎng, znaky zjednodušené 长沙黄花国际机场, tradiční 長沙黃花國際機場, IATA: CSX, ICAO: ZGHA) je mezinárodní letiště u města Čchang-ša, hlavního města provincie Chu-nan v Čínské lidové republice. Leží na území městyse Chuang-chua v okrese Čchang-ša přibližně dvacet kilometrů východně od centra města Čchang-ša.
Komfortní pozemní spojení do centra Čchang-ši zajišťuje maglev – zdejší dráha je v provozu od roku 2016 a za deset minut urazí 18,5 kilometru na nádraží Čchang-ša Jih, kde je možno přestoupit na linku 2 místního metra nebo na vysokorychlostní vlak na tratích Wu-chan – Kanton a Šanghaj – Kchun-ming. Přímé spojení autobusy je nejen směrem Čchang-ša, ale i do jiných blízkých měst jako jsou: Čchang-te, Siang-tchan, Ču-čou a Jüe-jang.